# Monsaguel
Monsaguel là một xã của Pháp, nằm ở tỉnh Dordogne trong vùng Aquitaine của Pháp. Xã này có diện tích 11,57 km2, dân số năm 1999 là 129 người. Xã nằm ở khu vực có độ cao trung bình 111 m trên mực nước biển.

## Hành chính
| Danh sách các xã trưởng                |                  |                   |       |          |
| Giai đoạn                              | Giai đoạn        | Tên               | Đảng  | Tư cách  |
| 1989                                   | tháng 3 năm 2008 | Roland Grand      | -     | -        |
| tháng 3 năm 2008                       | đương nhiệm      | Jean-Paul Guiraud | MoDem | nông dân |
| Tất cả các dữ liệu trước đây không rõ. |                  |                   |       |          |

## Thông tin nhân khẩu
| Năm | 1962 | 1968 | 1975 | 1982 | 1990 | 1999 |
| --- | ---- | ---- | ---- | ---- | ---- | ---- |
| Dân số | 155  | 114  | 92   | 113  | 125  | 129  |
| From the year 1962 on: No double counting—residents of multiple communes (e.g. students and military personnel) are counted only once. |      |      |      |      |      |      |